# 舒尔分解
在线性代数中，舒尔分解或舒尔上三角化是一种矩阵分解方法，得名于德国数学家伊沙海·舒爾。

## 定理的陈述
舒尔分解定理表明，如果A是n阶的复方阵，则存在n阶么正矩阵Q，n阶上三角矩阵U，使得：
{\displaystyle A=QUQ^{H}}
即任何一个n阶复方阵A酉相似于一个n阶上三角矩阵U。因为A，U相似，所以两者有相同的特征值，且相同特征值的代数重数也相同。又因U是上三角矩阵，所以U的对角元素实际上是A的所有特征值。
该定理表明，存在Cn的一个线性子空间序列{0} = V0 ⊂ V1 ⊂ ... ⊂ Vn = Cn，使得其中的每一个都是A（看成线性变换）的不变子空间。且存在Cn（指定标准内积）的一组单位酉正交基，使得前i个基向量张成上述序列中第i个子空间。

## 定理的证明

### 以线性变换思想
把矩阵A看成是有限维酉空间Cn上的线性变换，它有特征值λ，所对应的特征子空间为Vλ，令Vλ⊥ 为它的正交补空间。分别取两个空间的一组单位正交基(Z1，Z2)，它们构成原空间的一组单位正交基，则线性变换A在这组基下的矩阵表出为：
{\displaystyle {\begin{bmatrix}Z_{1}&Z_{2}\end{bmatrix}}^{*}A{\begin{bmatrix}Z_{1}&Z_{2}\end{bmatrix}}={\begin{bmatrix}\lambda \,I_{\lambda }&A_{12}\\0&A_{22}\end{bmatrix}}:{\begin{matrix}V_{\lambda }\\\oplus \\V_{\lambda }^{\perp }\end{matrix}}\rightarrow {\begin{matrix}V_{\lambda }\\\oplus \\V_{\lambda }^{\perp }\end{matrix}}}
而A22又可以看成是Vλ⊥上的线性变换，又可以重复上述过程。（本质上，A22是A在商空间Cn\Vλ上引入的线性变换。）所以最终可以找到Cn的一组基，使得A在这组基下的矩阵为上三角矩阵。

### 以矩阵思想
上述证明过程也可以用矩阵的语言复述。对n阶矩阵采用数学归纳法:
1. k=1，显然命题成立。
2. 若任何一个n-1阶矩阵酉正交相似于一个上三角矩阵。则对一个n阶矩阵，它有特征值λ1，对应特征向量β。将β扩充为Cn的一组单位正交基，并排列成矩阵V1，则有：

{\displaystyle V_{1}^{-1}AV_{1}={\begin{bmatrix}\lambda _{1}&*\\0&A_{1}\end{bmatrix}}}
根据归纳假设，存在n-1阶酉矩阵V2和上三角矩阵T，使得：
{\displaystyle V_{2}^{-1}A_{1}V_{2}=T}
所以有：
{\displaystyle {\begin{bmatrix}1&0\\0&V_{2}\end{bmatrix}}^{-1}{\begin{bmatrix}\lambda _{1}&*\\0&A_{1}\end{bmatrix}}{\begin{bmatrix}1&0\\0&V_{2}\end{bmatrix}}={\begin{bmatrix}\lambda _{1}&*\\0&T\end{bmatrix}}}
即：
{\displaystyle (V_{1}{\begin{bmatrix}1&0\\0&V_{2}\end{bmatrix}})^{-1}A(V_{1}{\begin{bmatrix}1&0\\0&V_{2}\end{bmatrix}})={\begin{bmatrix}\lambda _{1}&*\\0&T\end{bmatrix}}}
令{\displaystyle U=V_{1}{\begin{bmatrix}1&0\\0&V_{2}\end{bmatrix}}}，显然它是酉矩阵。由归纳假设，原命题成立。

## 计算
给定矩阵的舒尔分解可以用QR计算法求出。换言之，为求解矩阵的舒尔分解，并没有必要求解其特征多项式的根。另一方面，通过求解一个多项式的伴随矩阵的舒尔分解，可以计算出它的所有根。类似地，通过舒尔分解，也可以计算给定矩阵的特征值。

## 广义舒尔分解
给定矩阵A和B，则存在酉矩阵Q、Z，上三角矩阵S、T，使得{\displaystyle A=QSZ^{-1}}和{\displaystyle B=QTZ^{-1}}同时成立。这被称为广义舒尔分解，有时也被称为QZ分解。
广义特征值问题{\displaystyle det(A-\lambda B)=0}的解是S、T对应的对角元的比值，即{\displaystyle \lambda _{i}=S_{ii}/T_{ii}}。